# التسلسل الزمني للممالك القديمة
التسلسل الزمني للممالك القديمة (بالإنجليزية: The Chronology of Ancient Kingdoms)‏ هو كتاب للسير إسحاق نيوتن، صدرت طبعته الأولى عام 1728 بعد وفاته بنسخ محدودة. يمثل العمل أحد أعمال نيوتن في مجال علم الزمن، يفصّل فيه صعود وتاريخ الممالك القديمة المختلفة خلال العصور القديمة.
يتكون من ثمانية أقسام أساسية. الأول مقدمة تمهيدية للملكة القرينة من تابع نيوتن جون كوندويت، يليها إعلان قصير. ثم مقطع بعنوان «ملخص للوقائع» وهي قائمة تاريخية موجزة للأحداث المذكورة بالترتيب الزمني، بدءً من عام 1125 ق.م وحتى عام 331 ق.م. يتناول باقي النص تاريخ حضارات معينة. وعناوين الأقسام الباقية، هي:
- الفصل الأول: التسلسل الزمني لعصور الإغريق الأولى.
- الفصل الثاني: الإمبراطورية المصرية.
- الفصل الثالث: الإمبراطورية الآشورية.
- الفصل الرابع: الإمبراطوريتان المتنافستان البابليون والميديون.
- الفصل الخامس: وصف هيكل سليمان.
- الفصل السادس: الإمبراطورية الفارسية.

## وصلات خارجية
- The Chronology of Ancient Kingdoms at Project Gutenberg
- The Chronology of Ancient Kingdoms at The Newton Project[وصلة مكسورة]